# Trichoclinocera falcata
Trichoclinocera falcata är en tvåvingeart som beskrevs av Sinclair 1994. Trichoclinocera falcata ingår i släktet Trichoclinocera och familjen dansflugor. Inga underarter finns listade i Catalogue of Life.